# Kobresia uncinioides
Kobresia uncinioides là loài thực vật có hoa trong họ Cói. Loài này được (Boott) C.B.Clarke mô tả khoa học đầu tiên năm 1894.